# Scarface
 Ikke at forveksle med Scarface (film 1932).
Scarface er en amerikansk gangsterfilm fra 1983. Filmen er instrueret af Brian De Palma efter et manuskript af Oliver Stone.
I hovedrollen ses Al Pacino som den kyniske eksilcubaner Tony Montana med et ar i ansigtet, der i 1980 bliver sejlet til Main Habor, Miami. Herefter følger man hans vej mod toppen af Miamis kriminelle underverden.
Oprindeligt blev Scarface filmatiseret i 1932 , efter roman af Armitage Traill om en Chicagogangsters liv og død i 1920'erne, baseret på Al Capones liv. Denne var instrueret af   Howard Hawks